# Ponte Caldelas
Ponte Caldelas là một đô thị trong tỉnh Pontevedra, Galicia, Tây Ban Nha. Đô thị này có diện tích 87 km2, dân số 6469 người.
Đô thị này có các khu phố: Anceu (Santo André), Caritel (Santa María), Castro Barbudo (Santa María), Forzáns (San Fiz), A Insua (Santa Mariña), Ponte Caldelas (Caldelas, Gradín, Parada, Paradela, Laxoso de Arriba,Laxoso de Abajo y Pazos (Santa Eulalia), Taboadelo (Santiago), Tourón (Santa María) y Xustáns (San Martiño).